# 海口庄派出所
23°42′02″N 120°11′58″E / 23.700430°N 120.199376°E
海口庄派出所，是位於臺灣雲林縣台西鄉台西村、臺灣總督府警察時期的警政建築，今列為雲林縣歷史建築。

## 歷史
海口派出所舊建物是1931年2月6日上樑記牌，設部長、取締與巡查各一人，為日治時期虎尾郡海口庄最高治安單位。1946年8月海口劃分為東勢鄉與台西鄉後，才成立台西警分局。昔日的海口地區貧窮落後，民宅泰半是草茅屋或土确厝，海口派出所建築美觀而受欣賞。
2000代初，文建會面臨了南臺灣種種國營事業、警局舊有建築是否保留的問題，如融合日本與歐洲建築裝飾的北門鄉蚵寮派出所，就以當初日警強佔民地作理由，而遭拆除。2000年6月，因台西分局大樓重建，海口派出所舊建物體遷移20公尺。次年2月5日，雲林縣副縣長高孟定表示此建物不到百年，建材隨時可得，無保留必要，要拆除改放雕塑藝術品。高孟定的看法引起譁然，於是4月初副議長林源泉號召文史團體，前往縣府拜會爭取保留，表示這建物也頂多佔去二停車位面積。5月21日協調會上，鄉公所建設課表示，派出所舊建物位在都市計畫的道路廣場用地，除非變更都市計畫用途，否則須再遷移。
經地方學界奔波後，派出所舊建物終獲保留，卻被砌上水泥覆蓋紅磚牆面，引起規劃再造計畫的教授劉銓芝不滿，於是2002年2月10日與台西海岸活力中心成員動工打掉水泥。後整修施工時，鄉公所沒依行政程序報請變更，導致沒能驗收，不能取得使用執照，房子還漏水嚴重。
2006年6月，雲林縣府古蹟及歷史建物審查委員會通過以「海口庄派出所」之名，列為歷史建築。前後任縣長蘇治芬與李進勇爭取文化部補助經費，2016年3月15日展開修復。